# Baamonde (Begonte)
Baamonde (llamada oficialmente Santiago de Baamonde) es una parroquia y una villa española del municipio de Begonte, en la provincia de Lugo, Galicia.

## Localización
Santiago de Baamonde se encuentra en la intersección de dos importantes vías de comunicación: la A-6 y la A-8.

## Organización territorial
La parroquia está formada por ocho entidades de población, constando seis de ellas en el nomenclátor del Instituto Nacional de Estadística español:
- Aldea de Arriba
- A Rega
- A Silvosa
- Baamonde
- Chafareta (A Chafareta)
- Pazo (O Pazo)
- Riocobo (Riocovo)
- Vilasuso

## Demografía

### Parroquia
| Gráfica de evolución demográfica de Baamonde (parroquia) entre 2000 y 2019 |
|                                                                            |
| Datos según el nomenclátor publicado por el INE.                           |

### Villa
| Gráfica de evolución demográfica de Baamonde (villa) entre 2000 y 2019 |
|                                                                        |
| Datos según el nomenclátor publicado por el INE.                       |

## Cultura
Destacan la Casa Museo del escultor Víctor Corral, la iglesia del siglo XII, el castaño milenario y el CERCUD (Centro Cultural Recreativo y Deportivo de Baamonde).

## Árbol milenario
El castaño de 500 años, tiene una Capilla tallada en su interior con la Virgen del Rosario. Esta obra es del escultor de esta localidad Victor Corral.

## Festividades
Su fiesta local es el 11 de septiembre día de la Virgen del Rosario de Baamonde.

## Deportes
- Fútbol sala: Begonte F.S
- Peña Ciclista de Baamonde

## Asociaciones
- Asociación de Veciños Montenegro de Baamonde | Web: avvbaamonde.es
- Asociación Cultural Castiñeiro Milenario |
- Centro Cultural Recreativo y Deportivo de Baamonde | Web: cercud.es